# خاک مردان
خاک مردان، روستایی است از توابع بخش مرکزی شهرستان خوی استان آذربایجان غربی ایران.
سید رضی موسوی شکوری فقیه و سیاستمدار شیعه و علی خاکمردانی ( ۱۲۹۲ _ ۱۳۵۰ ق) فقیه اصولی عارف متکلم شاعر  و مرجع تقلید شیعه  از مبرزین شاگردان آخوند خراسانی و صاحب تالیف در یازده علم مختلف از این روستا میباشد
آثار  علی بن علی رضا خاکمردانی عبارتند از:
تذكرة العارفين
تشريح الصدور فى وقايع الامام و الدهور
التعادل و التراجيح
تعديل الاوج و الحضيض فى نفى الجبر و التفويض
ديوان شعر
الرسالة الطبية
رسالة فى التناقض بين القضيتين
شرح القصيدة العينية للسيد حمزة
شرح القواعد؛
عقد الفرائد
عقد النكاح و الاخبار و الانشاء
لسان التكملة
منتخب الاشعار
الوجيزة فى ردّ الوهابية
وسيلة القربة فى شرح دعاء الندبة

## جمعیت
این روستا در دهستان قره‌سو قرار داشته و بر اساس سرشماری سال ۱۳۸۵ جمعیت آن ۶۵۰ نفر (۱۴۱ خانوار)
بوده‌است.